# Đorđe Simić
Đorđe Simić (Jugoszlávia, 1987. május 15. –) szerb labdarúgó, csatár.

## Életpályája

### Diósgyőr
2009 februárjában került a DVTK-hoz próbajátékra, és első meccse után meggyőzte a vezetőket, hogy fiatal kora ellenére meghatározó tagja lehet a csapatnak. Magyarországon még nem játszott, eddig szerb csapatokban szerepelt. 2009 nyarán távozott a csapattól.

### Korábbi klubjai
- FK Slogja
- FK Radnicski
- FK Metalac
- FK Becsej
- FK Bacska

### NB1-es pályafutása
- Játszott meccsek: 2
- Gólok: -

## Külső hivatkozások
- dvtk.eu profil
- nso.hu profil